# Til ungdommen
Til ungdommen (Aan de jeugd), ook bekend als Kringsatt av fiender (Omringd door vijanden), is een gedicht van de Noorse dichter en journalist Nordahl Grieg (1 november 1902 - 2 december 1943). In 1936 werd de tekst geschreven op verzoek van de Noorse politicus Trond Hegna (1898 - 1992) ter gelegenheid van een feest van de Noorse studentenvereniging Det Norske Studentersamfund. 
De tekst is gebaseerd op het uitbreken van de Spaanse Burgeroorlog in juli 1936. Het gedicht roept op tot een vreedzame reactie op het geweld dat Europa te wachten stond, maar vond in die tijd weinig weerklank. Het gedicht raakte niet in de vergetelheid en bleef populair, vooral in humanistische kringen. De Deense componist Otto Mortensen (1907-1986) voorzag in 1952 het gedicht van een melodie. Talrijke muzikanten en muziekgroepen hebben dit lied opgenomen in hun repertoire.
In november 2003 werd in Kleinmachnow, bij de Duitse hoofdstad Berlijn, een gedenksteen onthuld ter nagedachtenis aan onder anderen Nordal Grieg. Hij was op 2 december 1943 als oorlogscorrespondent meegevlogen met een Brits militair vliegtuig, dat door de Duitsers werd neergeschoten. Grieg en de andere inzittenden van het vliegtuig kwamen daarbij om het leven. De gedenksteen staat dichtbij de plek, waar het getroffen vliegtuig was neergestort. Tijdens de onthullingsplechtigheid zong een bekende Noorse zangeres Griegs lied Til Ungdommen .
Na de aanslagen in Noorwegen op 22 juli 2011 werd het lied ten gehore gebracht tijdens diverse herdenkingsbijeenkomsten wat de Noren op dat moment voelden: geen roep om vergelding, maar de wens om door saamhorigheid en menselijke waardigheid het kwaad te overwinnen. De zangeres Herborg Kråkevik bereikte met dit lied in de 31ste week van 2011 de eerste plaats in de Noorse Top 20.
| Til ungdommen               | Aan de jeugd                           |
| --------------------------- | -------------------------------------- |
| Kringsatt av fiender,       | Omringd door vijanden                  |
| gå inn i din tid!           | hebben we geen keus!                   |
| Under en blodig storm -     | Tijdens een bloedige storm             |
| vi deg til strid!           | trekken wij ten strijd!                |
|                             |                                        |
| Kanskje du spør i angst,    | Misschien vraag je je angstig af       |
| udekket, åpen:              | onbeschermd, kwetsbaar:                |
| hva skal jeg kjempe med,    | Waarmee zal ik vechten,                |
| hva er mitt våpen?          | wat zijn mijn wapens?                  |
|                             |                                        |
| Her er ditt vern mot vold,  | Hier is jouw bescherming tegen geweld, |
| her er ditt sverd:          | Hier is jouw zwaard:                   |
| troen på livet vårt,        | Het geloof in ons bestaan,             |
| menneskets verd.            | menselijke waardigheid.                |
|                             |                                        |
| For all vår fremtids skyld, | Voor de toekomst van onze kinderen,    |
| søk det og dyrk det,        | Zoek het op en breid het uit,          |
| dø om du må - men:          | Sterf als het moet, maar:              |
| øk det og styrk det!        | laat het groeien en versterk het       |
|                             |                                        |
| Stilt går granatenes        | Stil drijven de sporen                 |
| glidende bånd               | van granaten door de lucht             |
| Stans deres drift mot død   | Stop hun hang naar de dood             |
| stans dem med ånd!          | Stop ze met het goede!                 |
|                             |                                        |
| Krig er forakt for liv.     | Oorlog veracht het leven.              |
| Fred er å skape.            | Vrede is het scheppende.               |
| Kast dine krefter inn:      | Zet al je krachten in:                 |
| døden skal tape!            | De dood zal verliezen!                 |
|                             |                                        |
| Elsk og berik med drøm      | Liefde en hoopvolle dromen             |
| alt stort som var!          | Dat is het machtigste!                 |
| Gå mot det ukjente          | Ga het onbekende tegemoet              |
| fravrist det svar.          | Ontfutsel de antwoorden.               |
|                             |                                        |
| Ubygde kraftverker,         | Ongebouwde centrales,                  |
| ukjente stjerner.           | Onbekende sterren.                     |
| Skap dem, med skånet livs   | Bouw ze met gespaarde levens           |
| dristige hjerner!           | van dappere geesten!                   |
|                             |                                        |
| Edelt er mennesket,         | Nobel is de mens,                      |
| jorden er rik!              | De aarde is rijk!                      |
| Finnes her nød og sult      | Wordt de ellende en de honger          |
| skyldes det svik.           | veroorzaakt door verraad.              |
|                             |                                        |
| Knus det! I livets navn     | Stop ermee! Uit naam van het leven     |
| skal urett falle.           | zal het onrecht wijken.                |
| Solskinn og brød og ånd     | Zonneschijn en brood en vrijheid       |
| eies av alle.               | is voor iedereen weggelegd.            |
|                             |                                        |
| Da synker våpnene           | Dan zakken de wapens                   |
| maktesløs ned!              | machteloos neer!                       |
| Skaper vi menneskeverd      | Scheppen we menselijkheid              |
| skaper vi fred.             | Scheppen we vrede.                     |
|                             |                                        |
| Den som med høyre arm       | De sterke armen onder ons              |
| bærer en byrde,             | dragen een verantwoordelijkheid,       |
| dyr og umistelig,           | Kostbaar en onvervreemdbaar,           |
| kan ikke myrde.             | kunnen niet vermoorden.                |
|                             |                                        |
| Dette er løftet vårt        | Dit is onze belofte                    |
| fra bror til bror:          | van broer tot broer:                   |
| vi vil bli gode mot         | We zullen goed zorgen                  |
| menskenes jord.             | voor de aarde van de mens.             |
|                             |                                        |
| Vi vil ta vare på           | Wij zullen zorgen voor                 |
| skjønnheten, varmen         | schoonheid, warmte                     |
| som om vi bar et barn       | alsof we een kind dragen               |
| varsomt på armen!           | liefdevol op de arm!                   |